# جورج إم. كيرنز
جورج إم. كيرنز (بالإنجليزية: George M. Kerns)‏ هو مهندس معماري أمريكي، (و. 1871  م).